# Una domenica al mare
Una domenica al mare è un singolo della cantautrice italiana Carmen Consoli, pubblicato il 3 settembre 2021 come primo estratto dal nono album in studio Volevo fare la rockstar.

## Descrizione
Il testo della canzone descrive l'atmosfera estiva, alludendo a quella siciliana in particolare. Di questa stagione viene presentato, con rassegnazione, l'insolito affollamento dovuto ai turisti, e viene espressa preoccupazione per gli incendi che fanno "tremare" la terra. C'è anche la malinconia per il passato, che nella cantante è suscitata dalla memoria del padre ormai scomparso e dai ricordi degli anziani («rimpiangono la primavera, amori nati in tempo di guerra e sguardi rubati durante la messa»). Nonostante ciò, il brano esorta l'ascoltatore a «respirare» ed «ascoltare col cuore», sottraendosi alla frenesia della quotidianità, e presenta un ottimismo di fondo verso la vita, paragonata ad «un giorno da ricordare [...] nel bene o nel male», ad «una domenica al mare». La stessa cantante si sente rassicurata dalla mano del figlio, che "afferra" la sua, e invita ad «un'alba nuova da guardare».
La canzone, composta in chiave Si maggiore con un tempo di 78 battiti per minuto, presenta un arrangiamento elettro-acustico, con la presenza di chitarre, batteria ed archi.

## Video musicale
Il video musicale del brano, pubblicato il 6 settembre 2021 attraverso il canale YouTube di Carmen Consoli, è stato diretto da Attilio Cusani e girato nei pressi di Viagrande e Franchetto (frazione di Castel di Iudica), all'interno di una villa e nelle campagne circostanti. Il videoclip vede inoltre la partecipazione del figlio della cantante, Carlo Giuseppe, menzionato nei crediti come Doxy601.
Carmen Consoli canta affacciata al balcone, al fianco del figlio oppure in mezzo alla radura. In altre scene, il bambino è impegnato a giocare con gli amici, di diversa etnia, e ad apprezzare la semplicità della campagna, che gli viene mostrata da un signore anziano. Il filmato diventa in seguito più malinconico, quando la cantautrice osserva alcune fotografie nel salotto di casa, mentre la campagna circostante ed alcuni oggetti della villa (una panchina e un trenino giocattolo) cominciano a bruciare. Nel finale del video, Carlo Giuseppe sbatte i pugni alla finestra invitando la madre ad uscire; i due si affacciano quindi al balcone ed ammirano il paesaggio, che gradualmente si colora.

## Tracce
Testi e musiche di Carmen Consoli.
1. Una domenica al mare – 4:32

## Formazione
Crediti tratti dall'edizione LP dell'album.
- Carmen Consoli – voce, chitarra acustica, cori; scrittura e direzione archi; arrangiamento; produzione artistica
- Toni Carbone – basso; arrangiamento; produzione artistica; registrazione
- Massimo Roccaforte – chitarre elettriche, chitarra elettrica 12 corde, mandolino; arrangiamento; produzione artistica
- Elena Guerriero – piano, piano rhodes, tastiere, synth, glockenspiel, organo
- Antonio Marra – batteria, percussioni
- Adriano Murania – violino I
- Emilia Belfiore – violino II
- Gaetano Adorno – viola
- Claudia Della Gatta – violoncello
- Giuseppe Spampinato – tromba
- Riccardo De Giorgi – corno francese
- Antonio Marra – arrangiamento
- Pino Pischetola – missaggio
- Antonio Baglio – mastering